# هيديو ساكاي
هيديو ساكاي (باليابانية: 堺井 秀雄) (مواليد 10 يونيو 1909)، هو لاعب كرة قدم ياباني سابق كان يلعب كمهاجم. سبق له أن لعب مع منتخب اليابان.

## وصلات خارجية
- هيديو ساكاي على موقع ناشيونال فوتبول تيمز (الإنجليزية)

- National Football Teams
- Japan National Football Team Database